# 礼贤站
礼贤站是怀兴城际铁路廊兴段以及规划中的环北京城际铁路上的一座城际铁路地下车站，位于北京市大兴区礼贤镇礼贤二村，礼贤镇中心卫生院对面，2024年12月28日随怀兴城际一期投入使用。

## 车站结构
礼贤站站场规模2台4线（含正线），到发线有效长度满足400m，站台规格为2座220×9.0×1.25m的侧式站台。中心里程为改DK37+800，车站为地下站，站场轨行区位于地下三层，车站站房位于站场上方，站型为地下线正上式车站，站房总建筑面积44552㎡，其中地下面积42990㎡（含轨行区面积20102㎡），地面出入口、风亭等1562㎡。
站房北墙布置有一幅长34米、高3米的《礼贤下士》主题画卷。

## 历史
2023年6月16日，礼贤站主体结构封顶。

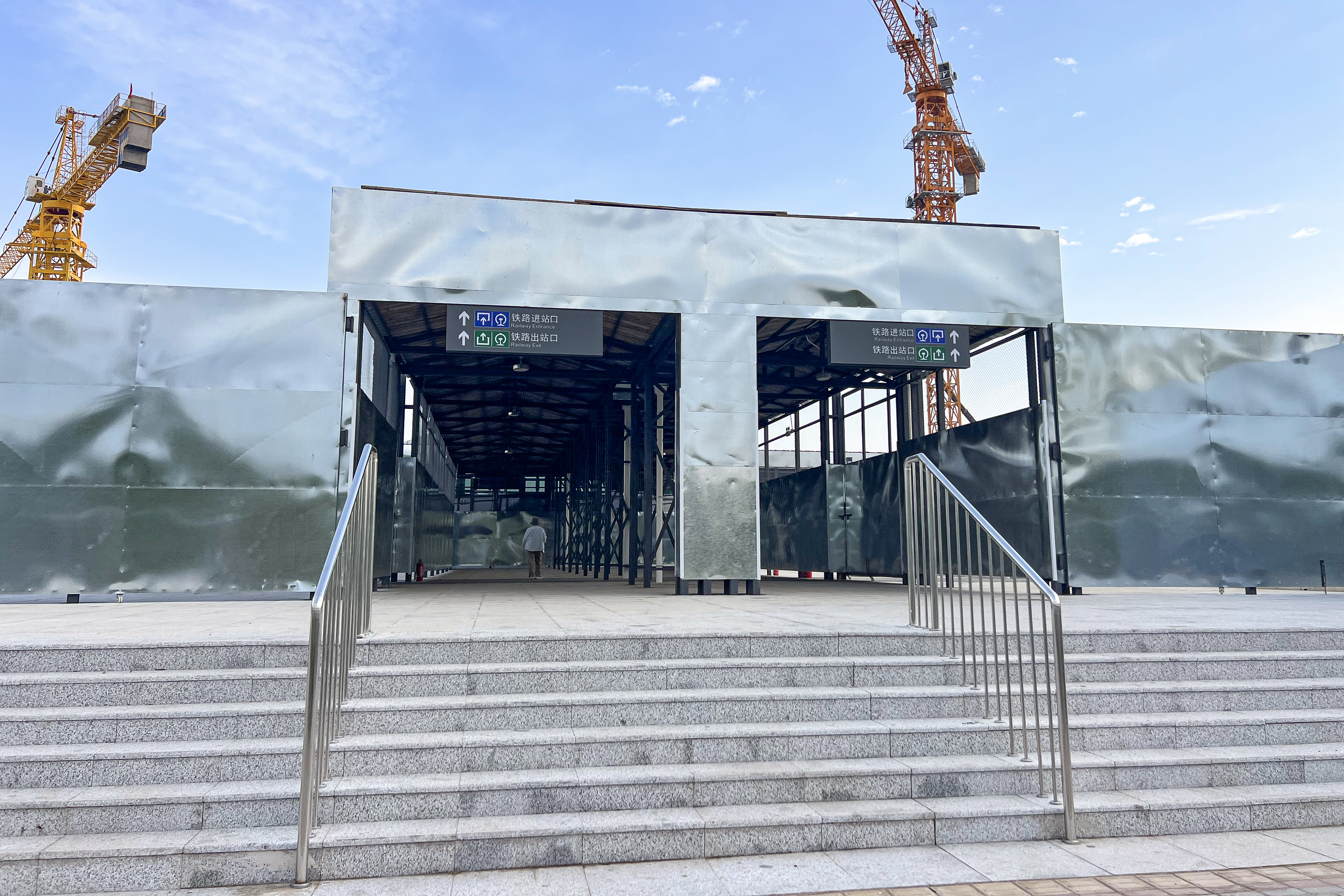
因TOD施工，礼贤站的进站口周围由铁皮围挡包覆

2025年4月28日，名为“世界荟”的礼贤站上盖TOD项目开工。

## 名称
本站在规划阶段曾命名为新航城站，2023年12月19日，国铁集团发函正式命名本站为礼贤站。